# Antônio José Gonçalves Chaves Filho
Antônio José Gonçalves Chaves Filho (Pelotas, 1813 - Rio de Janeiro, 4 de agosto de 1871)  foi um político brasileiro.
Filho de Antônio José Gonçalves Chaves e Maria do Carmo Secco. Cursou a Faculdade de Direito de São Paulo, graduando-se em 1836.
Foi deputado provincial do Rio Grande do Sul em diversas legislaturas: na 2ª Legislatura (1846), depois em 1852 e 1860.